# Ford Expedition
Der Expedition ist ein Full-Size-SUV des Automobilherstellers Ford, hauptsächlich für den nordamerikanischen Markt. Das Fahrzeug ersetzte im Herbst 1996 den Bronco und war in der Modellpalette zwischen dem kleineren Explorer und dem Excursion angesiedelt. Seit dessen Produktionsende im Mai 2006 ist der Expedition der größte SUV im Ford-Programm.
Neben dem Kernmarkt in den Vereinigten Staaten (einschl. Puerto Rico, Amerikanisch-Samoa, den nördlichen Marianen, den amerikanischen Jungferninseln und Guam), Kanada und Mexiko wird das Modell auch im Mittleren Osten, Zentralamerika, der Karibik, Südamerika (mit Ausnahme von Argentinien, Brasilien und Venezuela), Asien (Armenien, Kambodscha, Kasachstan, Kirgisistan, Laos, Mongolei, Südkorea und den Philippinen), Afrika (Algerien, Angola, Kap Verde, Ägypten, Gabun, Ghana, Libyen, Madagaskar, Marokko, Nigeria und dem Senegal) angeboten. In Europa wird der Expedition nur in Island angeboten, da das Modell gerne als Offroadtaxibus für die dortigen Hochlandpisten umgebaut wird
Für Strafverfolgungsbehörden, Feuerwehren und Rettungsdienste bietet Ford eine Sonderversion des Expedition, das sogenannte Expedition Special Service Vehicle (SSV), mit Mobilfunkgeräten, Blaulicht und Sirenen an.

## Expedition (1996–2003)
Nach 30 Jahren stellte Ford die Produktion des dreitürigen Ford Bronco ein und brachte im Herbst 1996 mit dem Expedition ein fünftüriges SUV als Nachfolger auf den Markt. Optional war dieser mit einer dritten Sitzreihe erhältlich und bot bis zu 9 Sitzplätze. Gemeinsam mit seinem Schwestermodell, dem Lincoln Navigator, lief der Expedition in der Produktionsstätte des Bronco, in Wayne, Michigan vom Band.
Anfang 1999 fand ein leichtes Facelift statt, ähnlich wie bei der zehnten Modellgeneration der Ford F-Serie verfügte der Wagen nun über einen niedrigeren Kühlergrill und neuen vorderen Stoßfänger mit integrierten Nebelscheinwerfern. Außerdem änderte sich der Radstand von 3023 mm auf 3025 mm.
Der Wagen verfügte über eine Einzelradaufhängung an der Vorderachse, eine Viergang-Automatik und eine geschwindigkeitsabhängige Servolenkung. Er wurde aufgrund seiner Zugkraft von rund 3,7 Tonnen besonders oft als Zugfahrzeug eingesetzt. Erhältlich waren zwei verschiedene V8-Motoren mit 4,6 und 5,4 Litern Hubraum, die 160 kW (215 PS) und 172 kW (230 PS) leisteten. 1999 wurden die beiden Motoren überarbeitet, sie leisteten nun 173 kW (232 PS) und 194 kW (260 PS).
ABS und Airbags für Fahrer und Beifahrer waren beim Expedition serienmäßig. Ab 2000 gab es gegen Aufpreis auch Seitenairbags für die Front-Passagiere, ab 2002 war der Wagen mit einem Gurtwarner für den Fahrersitz ausgestattet.

Für das Jahr 2000 war die Einführung einer Hochleistungsvariante Ford Expedition SVT Thunder geplant, die von Fords Special Vehicle Team (SVT) entwickelt wurde. Es blieb jedoch nur bei einem Konzeptfahrzeug.

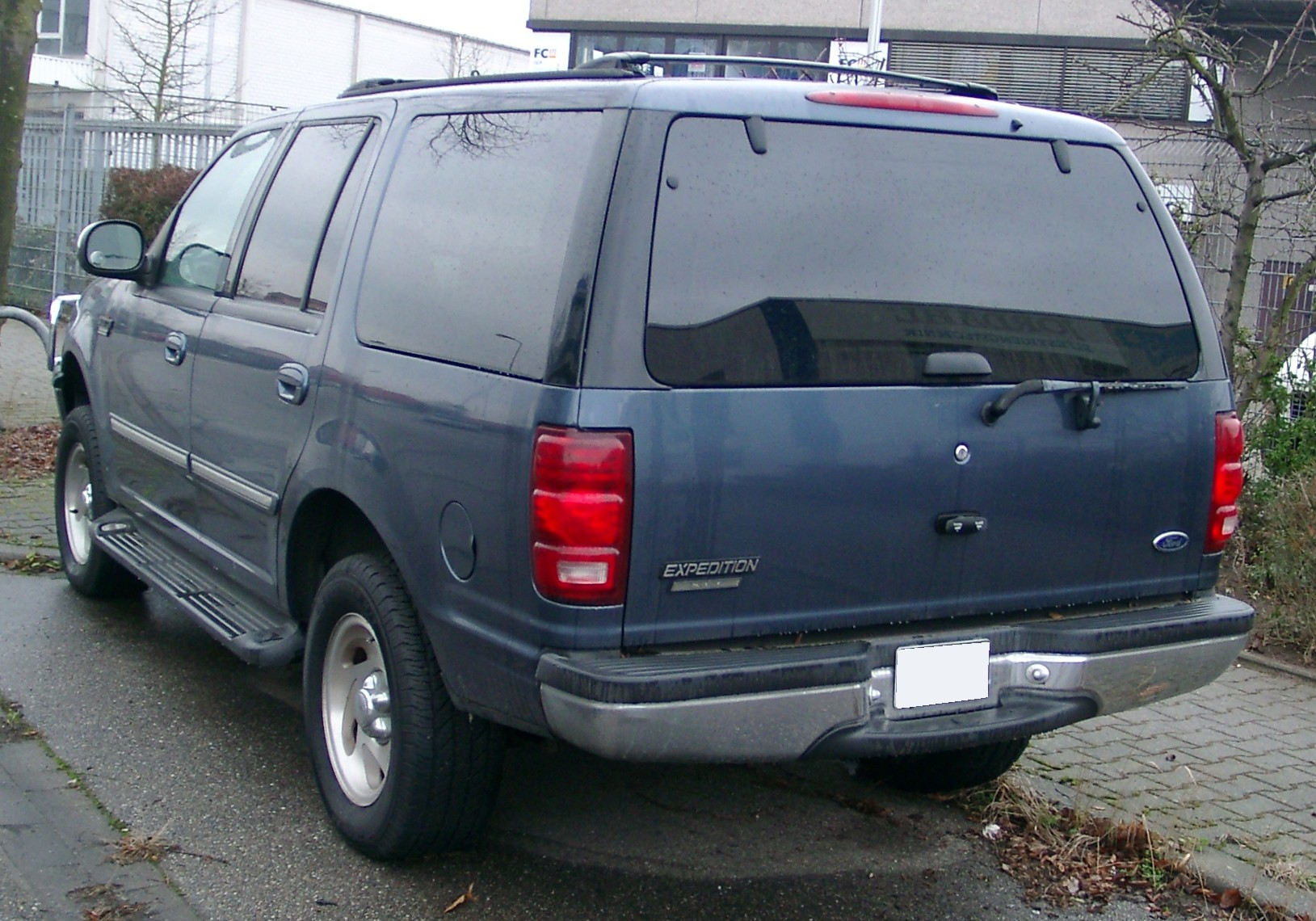
Heckansicht
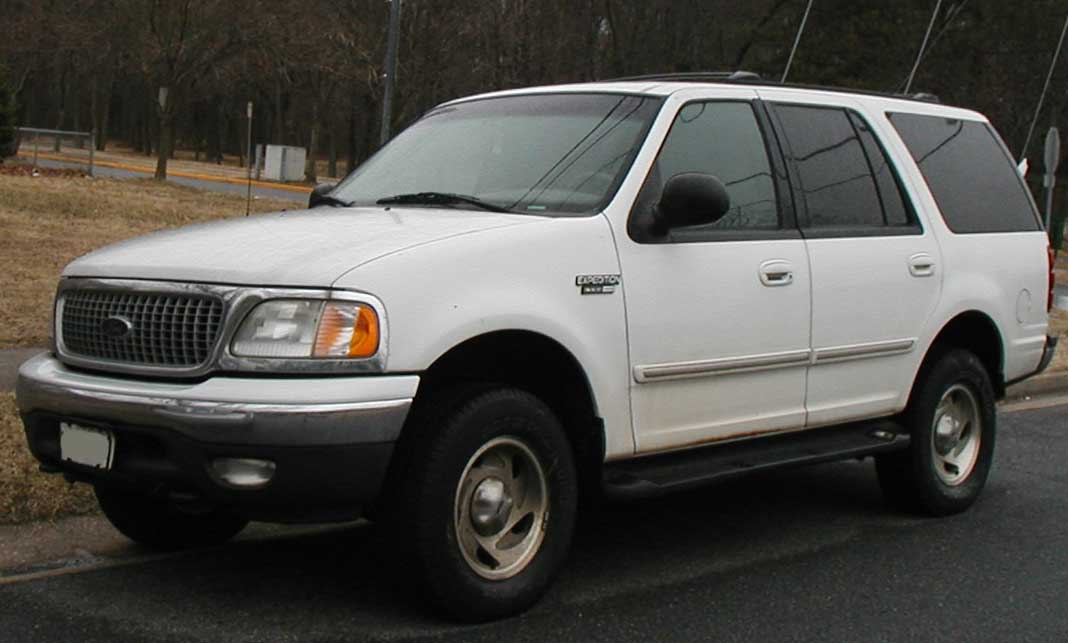
Facelift

## Expedition (2002–2007)

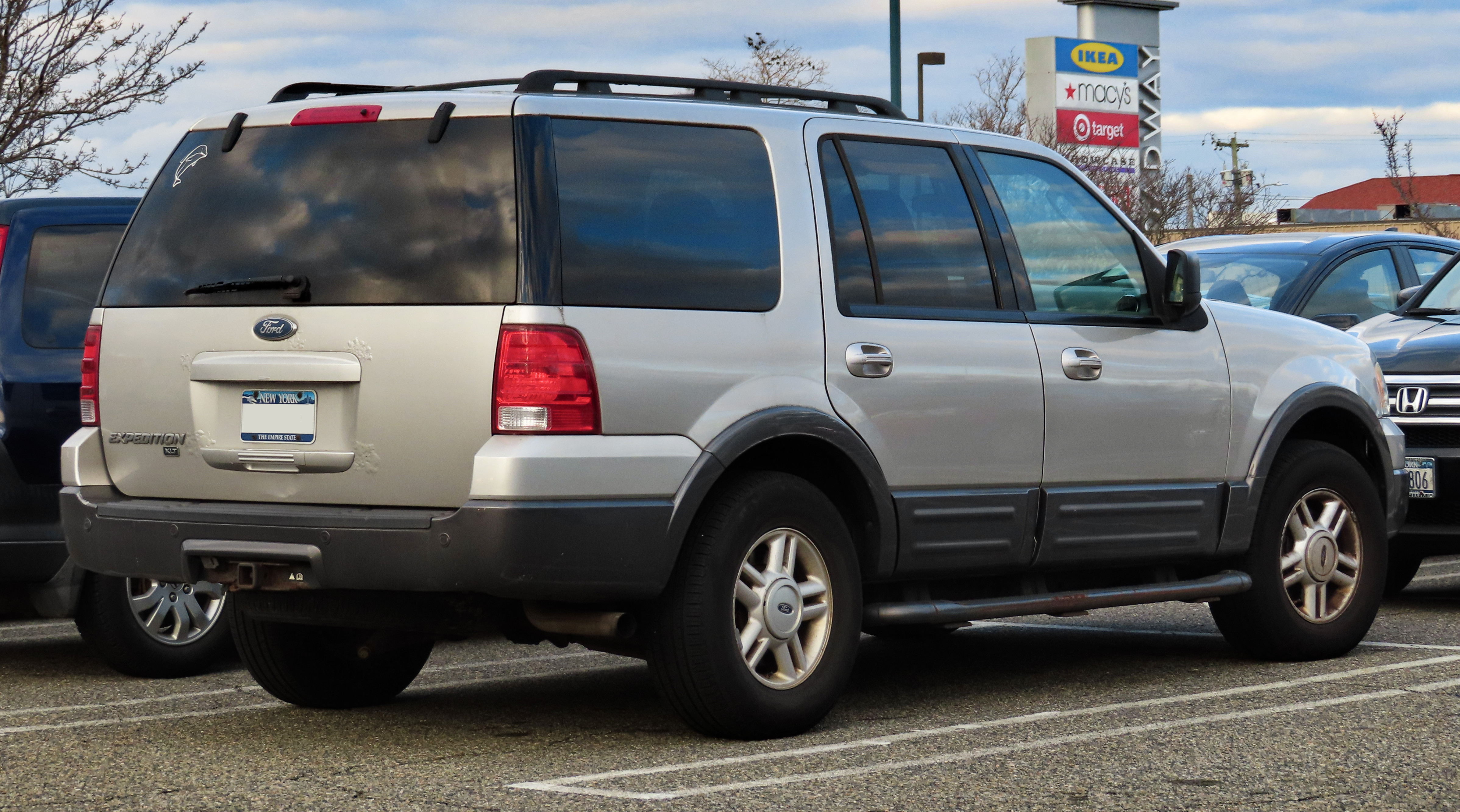
Heckansicht

Ende 2002 erschien die zweite Modellgeneration. Die wichtigste technische Neuerung war die hintere Einzelradaufhängung. Der Expedition war das erste Full-Size SUV mit dieser Konstruktion. Lenkung, Bremsanlage und die elektronischen Systeme wurden überarbeitet.
Die bei der ersten Generation noch optionale dritte Sitzreihe war nun serienmäßig. Diese konnte nun jedoch umgelegt und im Boden versenkt werden, gegen Aufpreis sogar elektrisch.
Die erhältlichen Motoren waren zunächst identisch mit denen der ersten Generation. 2005 wurden sie durch einen neuen 5,4-Liter-V8-Motor mit Dreiventiltechnologie und variabler Nockenwellensteuerung ersetzt, der 223 kW (300 PS) leistete. Auch diesen Motor gab es nur mit einem Viergang-Automatikgetriebe, das jedoch neu entwickelt wurde und den Gangwechsel elektronisch durchführte.
Die Zugkraft erhöhte sich auf 4037 kg.
| Kenngrößen                       | 5.4 i V8 32V 4WD (304 Hp) | 5.4 i V8 32V (304 Hp)    | 5.4 i V8 16V L (263Hp)   | 5.4 i V8 16V L 4WD (263Hp) | 4.6 i V8 16V 4WD (235 Hp) | 4.6 i V8 16V (235 Hp)    |
| -------------------------------- | ------------------------- | ------------------------ | ------------------------ | -------------------------- | ------------------------- | ------------------------ |
| Max. Motorleistung               | 304 PS/224 kW / 5000/min  | 304 PS/224 kW / 5000/min | 263 PS/193 kW / 4500/min | 263 PS/193 kW / 4500/min   | 235 PS/173 kW / 4750/min  | 235 PS/173 kW / 4750/min |
| V Max                            |                           |                          | 170 km/h                 | 170 km/h                   | 170 km/h                  | 170 km/h                 |
| Beschleunigung 0-100 km/h        |                           |                          | 9,5 s                    |                            | 10,5 s                    | 10,3 s                   |
| Jahr der Produktion              | 2005 -                    | 2005 -                   | 2003 - 2005              | 2003 - 2005                | 2003 -                    | 2003 -                   |
| Hubraum                          | 5398 cm³                  | 5398 cm³                 | 5398 cm³                 | 5398 cm³                   | 4601 cm³                  | 4601 cm³                 |
| Max. Drehmoment                  | 495 Nm / 3750/min         | 495 Nm / 3750/min        | 474 Nm / 2500/min        | 474 Nm / 2500/min          | 394 Nm / 3450/min         | 394 Nm / 3450/min        |
| Position und Anzahl der Zylinder | V8                        | V8                       | V8                       | V8                         | V8                        | V8                       |
| Bohrung                          | 105,7 mm                  | 105,7 mm                 | 105,7 mm                 | 105,7 mm                   | 90 mm                     | 90 mm                    |
| Verdichtung                      | 9,8                       | 9,8                      | 9                        | 9                          | 9,4                       | 9,4                      |
| Ventile pro Zylinder             | 3                         | 3                        | 2                        | 2                          | 2                         | 2                        |
| Verbrauch (I/A/K)                | 16,8 / 13,1 / ca. 15 L    | 16,8 / 12,4 / ca. 14,6 L | 18,1 / 13,1 / ca. 15,6 L | 18,1 / 13,9 / ca. 16 L     | 16,8 / 13,1 / ca. 15 L    | 16,8 / 12,4 / ca. 14,6 L |
| Reifengröße                      | 265/70 R17 (113S)         | 265/70 R17 (113S)        | 265/70 R17 (113S)        | 265/70 R17 (113S)          | 265/70 R17 (113S)         | 265/70 R17 (113S)        |
| Felgen                           | 7,5jx17 ET44              | 7,5jx17 ET44             | 7,5jx17 ET44             | 7,5jx17 ET44               | 7,5jx17 ET44              | 7,5jx17 ET44             |
| Lochkreis                        | 6x135                     | 6x135                    | 6x135                    | 6x135                      | 6x135                     | 6x135                    |
| Reifendruck                      | 2,4 Bar                   | 2,4 Bar                  | 2,4 Bar                  | 2,4 Bar                    | 2,4 Bar                   | 2,4 Bar                  |
| Mittelloch                       | 87,1                      | 87,1                     | 87,1                     | 87,1                       | 87,1                      | 87,1                     |
| Radmutter                        | M14 x 2,0                 | M14 x 2,0                | M14 x 2,0                | M14 x 2,0                  | M14 x 2,0                 | M14 x 2,0                |

## Expedition (2007–2017)

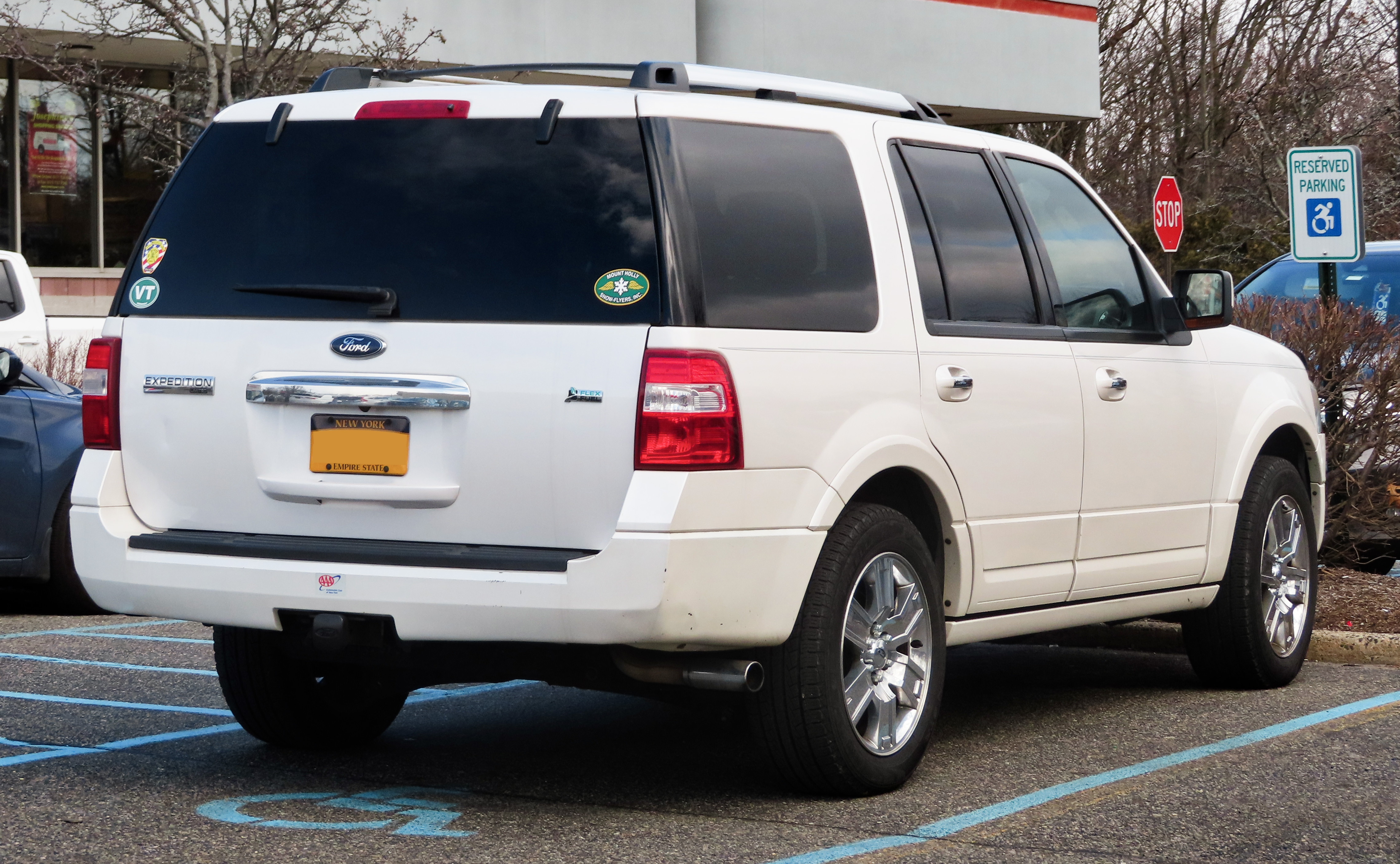
Heckansicht

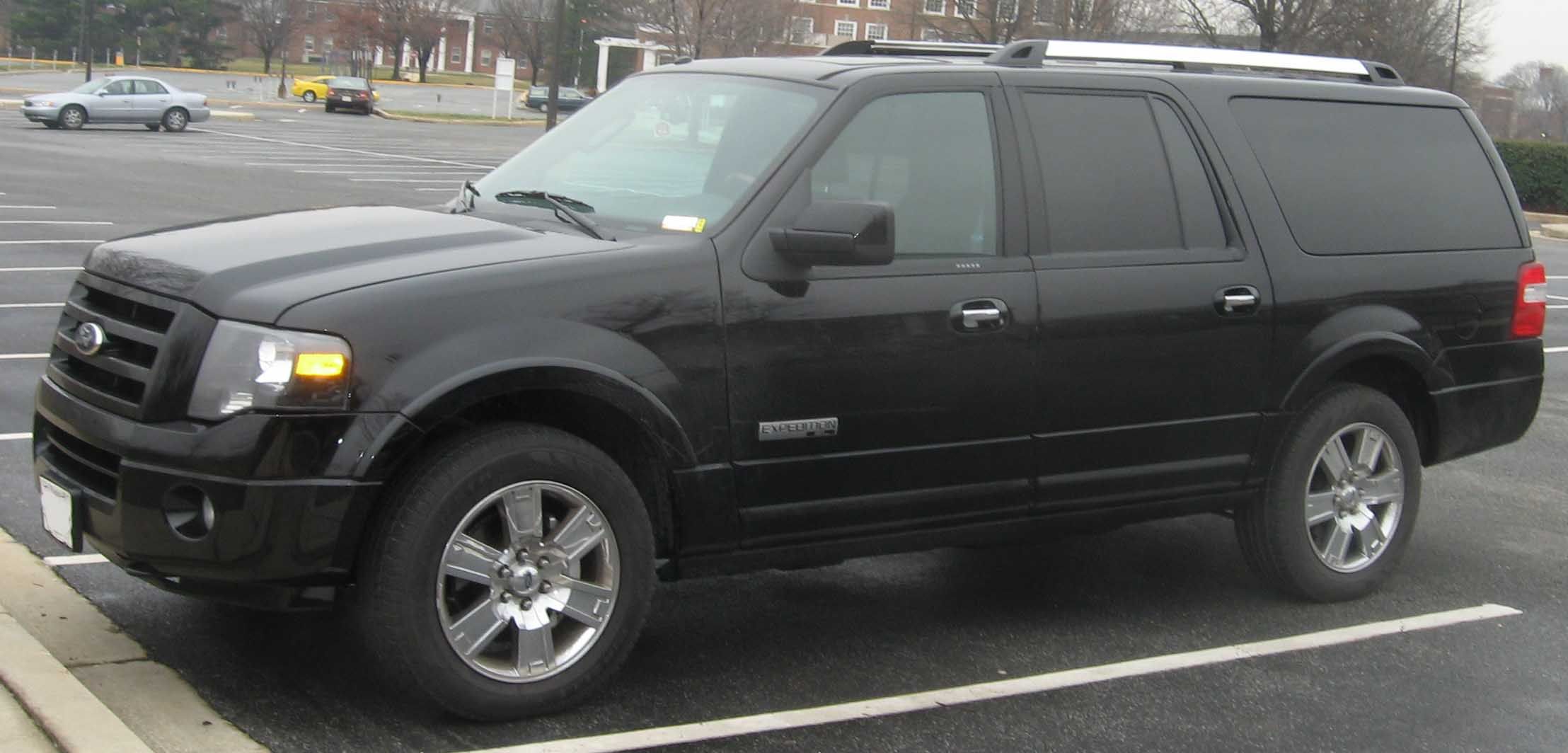
Ford Expedition EL

Auf der Houston Auto Show stellte Ford 2006 die dritte Modellgeneration des Expedition vor, im Frühjahr 2007 kam diese dann auf den Markt.
Die Frontpartie wurde komplett überarbeitet und ist mit den breiten Chrom-Streben nun stark an die aktuelle Generation der F-Serie angelegt.
Im Innenraum wurden ein neues Armaturenbrett und eine neue Mittelkonsole verbaut, auch diese sind stark an die F-Serie angelehnt. Der Wagen verfügt serienmäßig unter anderem über eine Drei-Zonen-Klimaautomatik, ABS und sechs Airbags.
Motorisiert war die dritte Generation zunächst mit dem Motor des Vorgängermodells, jedoch mit einem neuen 6-Stufen-Automatikgetriebe ausgestattet. 2009 wurde der Motor überarbeitet, um den Forderungen nach umweltfreundlicheren Fahrzeugen gerecht zu werden, seitdem kann er auch mit Ethanol-Kraftstoff E85 betrieben werden. Für das Modelljahr 2015 wurde der 5,4-Liter-V8-Ottomotor durch einen 3,5-Liter-V6-Ottomotor ersetzt.
Seit 2009 wird der Expedition, wie auch sein Schwestermodell Lincoln Navigator, in Louisville (Kentucky) gebaut – statt wie bisher in Wayne. Dort wird seitdem die dritte Modellgeneration des Ford Focus produziert.

### Expedition EL
Mit der seit 2007 angebotenen, 38 cm längeren Version EL schließt Ford die Lücke, die seit dem Wegfall des Ford Excursion im Frühjahr 2006 entstanden war. Technisch ist diese Version identisch mit dem Expedition.
In Kanada und Mexiko wird das Modell als Expedition Max angeboten, da Honda in Kanada von 1996 bis 2005 mit dem Acura EL schon ein gleichnamiges Modell anbot.

### Technische Daten
|                                | 3.5 V6 Ecoboost          |
| Bauzeitraum                    | 2015–2017                |
| Motorkenndaten                 |                          |
| Motortyp                       | V6-Ottomotor             |
| Hubraum                        | 3496 cm³                 |
| Verdichtungsverhältnis         | 10,0 : 1                 |
| max. Leistung bei min−1        | 272 kW (370 PS) / 5000   |
| max. Drehmoment bei min−1      | 570 Nm / 2500            |
| Kraftübertragung               |                          |
| Antrieb                        | Allradantrieb            |
| Getriebe, serienmäßig          | 6-Gang-Automatikgetriebe |
| Messwerte                      |                          |
| Höchstgeschwindigkeit          | 182 km/h                 |
| Beschleunigung, 0–100 km/h     | 6,4 s                    |
| Kraftstoffverbrauch auf 100 km | 14,7 l Super             |
| Tankinhalt                     | 87 l                     |

## U553 (seit 2017)
Die vierte Generation des Expedition wurde auf der Chicago Auto Show im Februar 2017 vorgestellt und wird seit dem 25. September 2017 in Louisville gebaut. Die Langversion hört nun auf den Namen Expedition MAX. Erstmals baut das SUV auf einer Aluminium-Karosserie auf. Im September 2021 wurde eine überarbeitete Version der Baureihe vorgestellt. Zudem wurde die geländetauglichere Version Timberline eingeführt. Als einzige Antriebsoption steht ein 3,5-Liter-V6-Ottomotor in drei Leistungsstufen zur Verfügung.

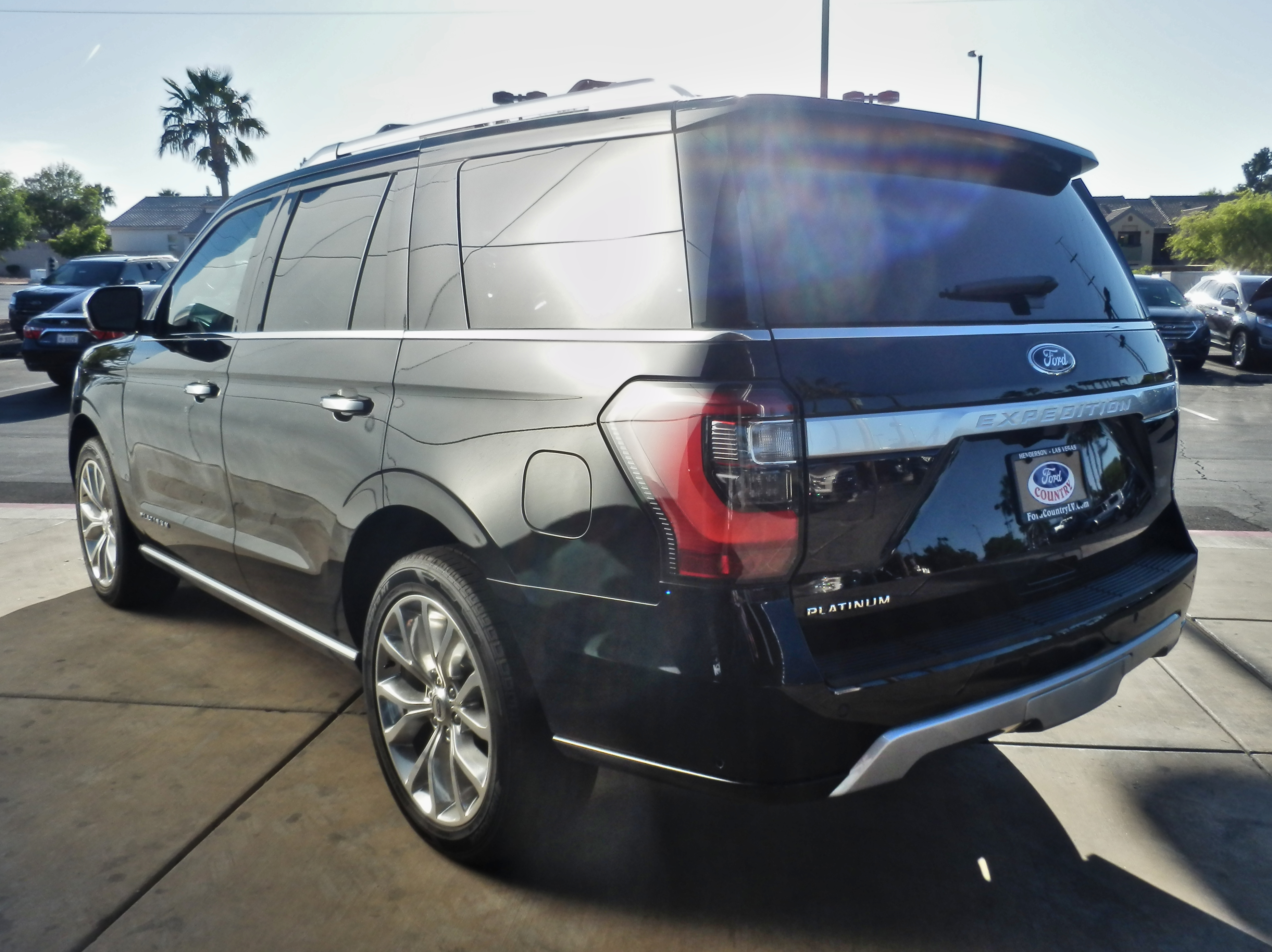
Heckansicht
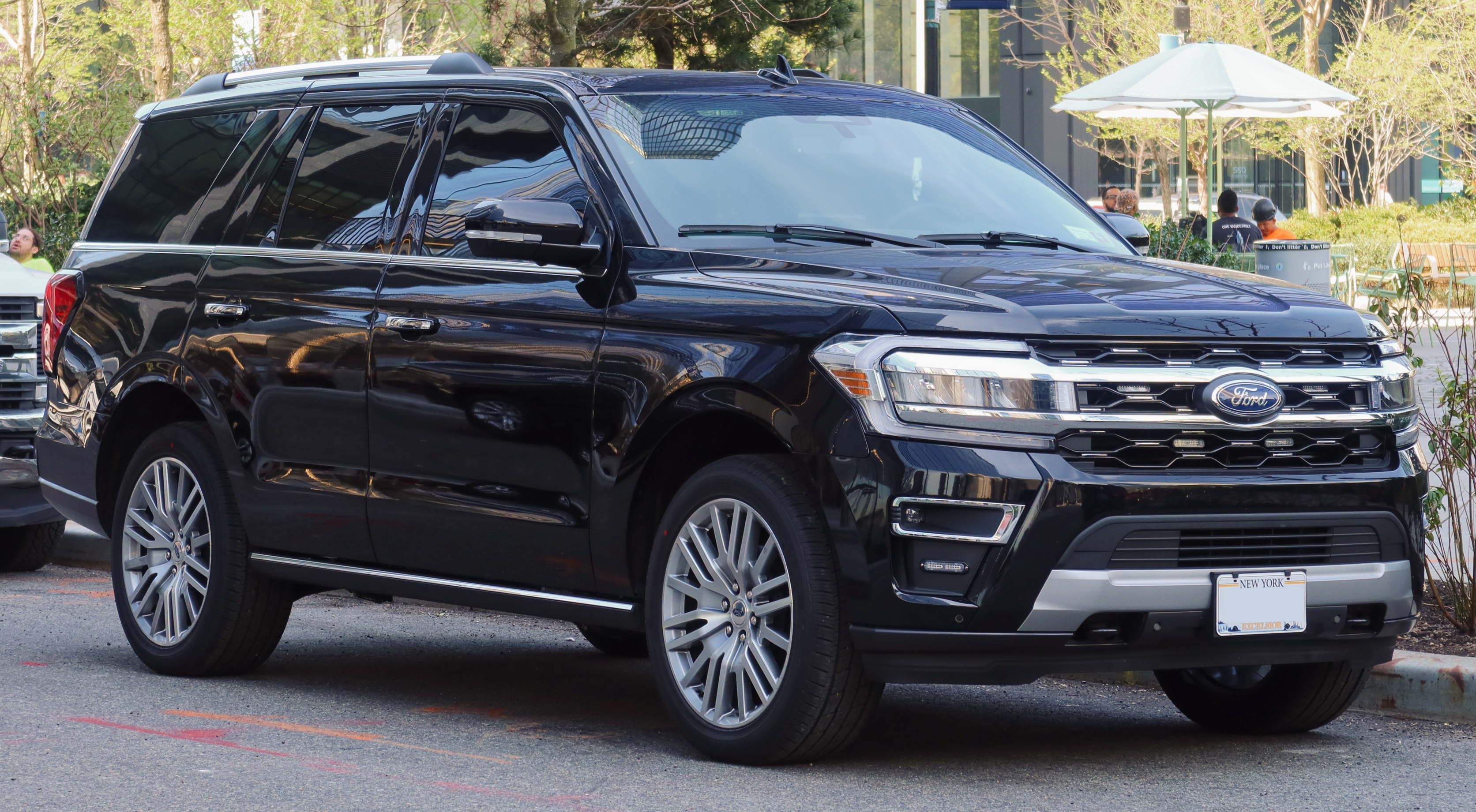
Ford Expedition (seit 2021)
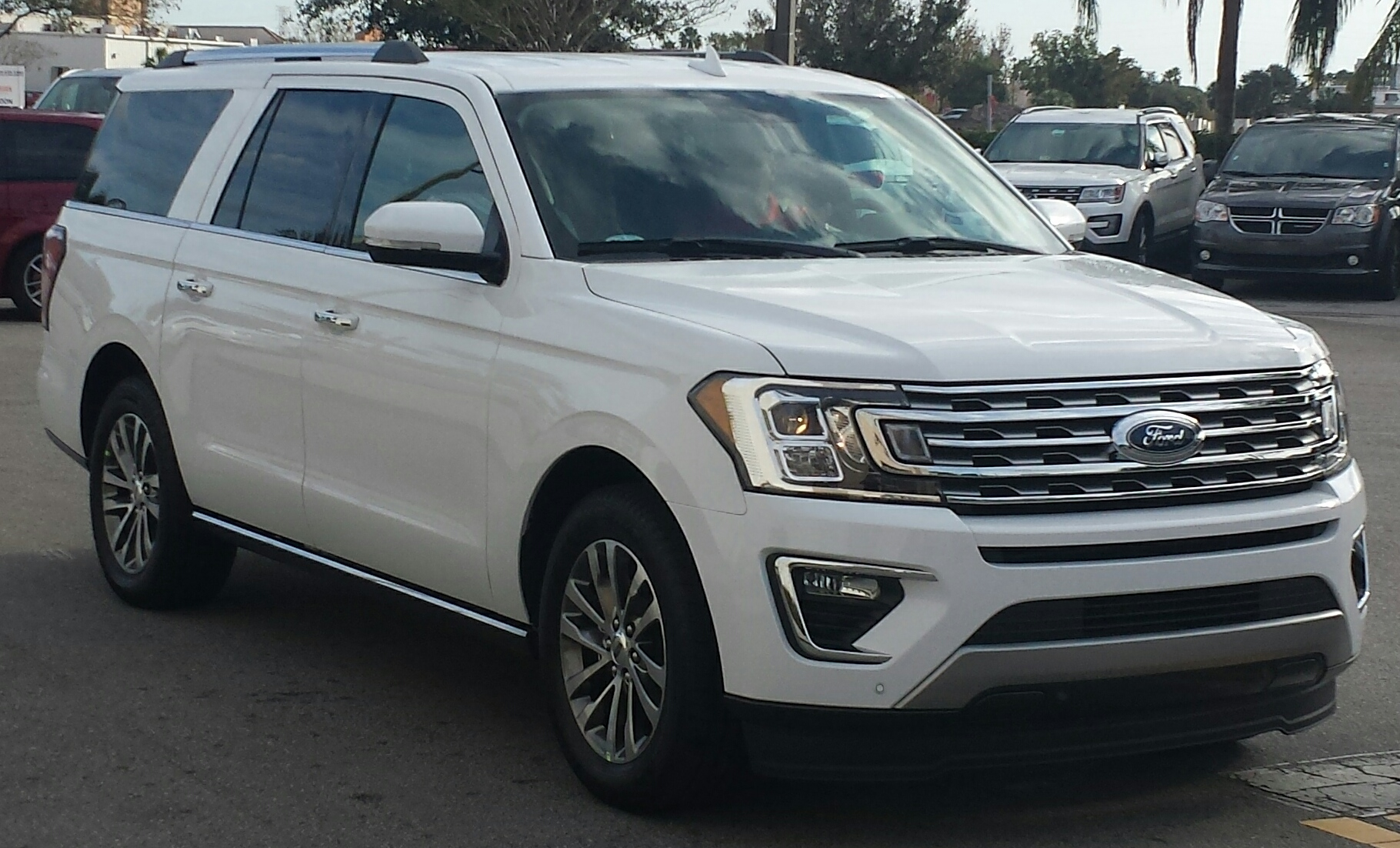
Ford Expedition MAX (2017–2021)
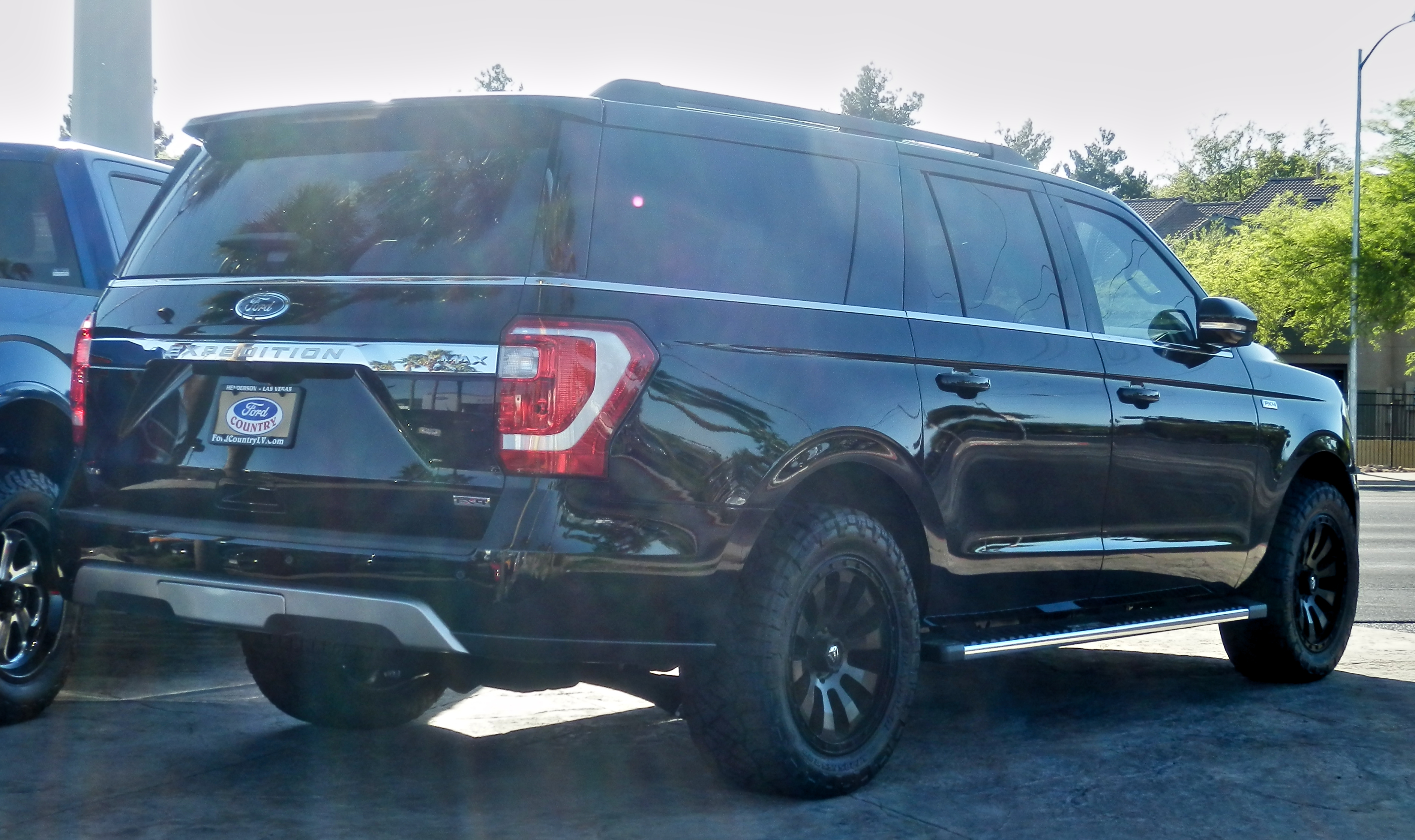
Heckansicht
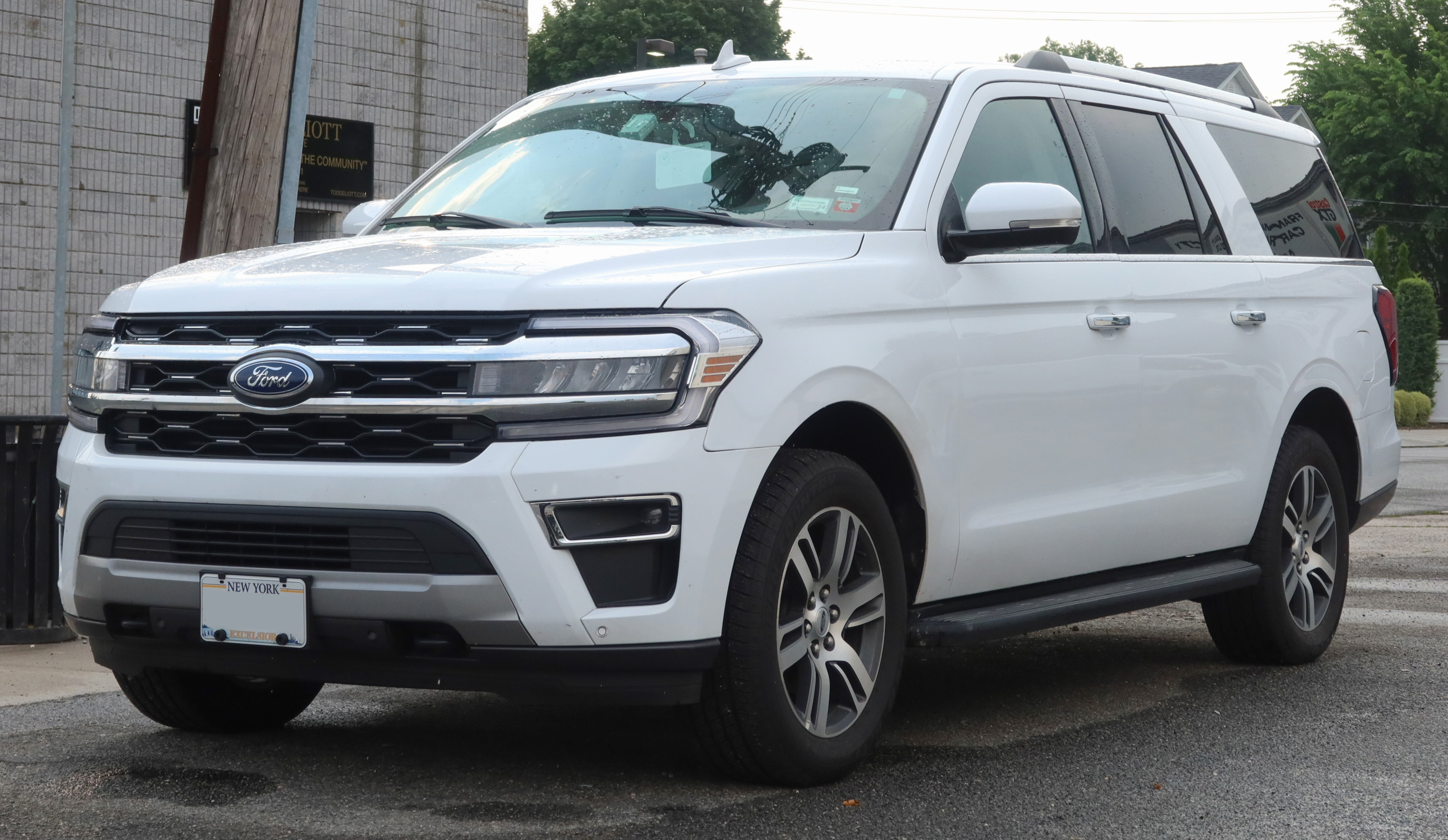
Ford Expedition MAX (seit 2021)
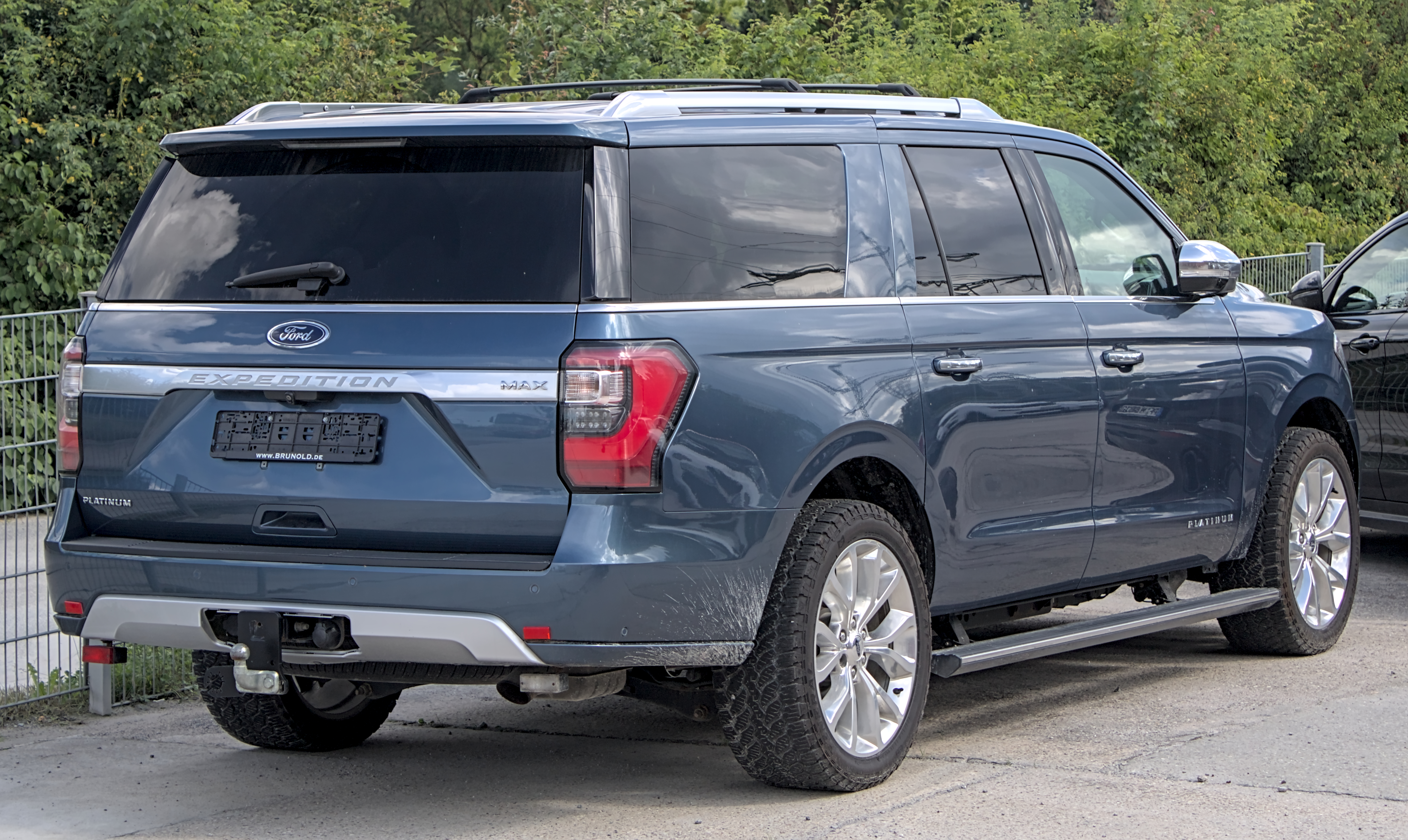
Heckansicht

### Technische Daten
|                                | 3.5 V6 Ecoboost Ti-VCT      |                             |                           |
| Bauzeitraum                    | seit 09/2017                | seit 09/2017                | seit 09/2021              |
| Motorkenndaten                 |                             |                             |                           |
| Motortyp                       | V6-Ottomotor                | V6-Ottomotor                | V6-Ottomotor              |
| Hubraum                        | 3496 cm³                    | 3496 cm³                    | 3496 cm³                  |
| Verdichtungsverhältnis         | 10,0 : 1                    | 10,0 : 1                    | 10,0 : 1                  |
| max. Leistung bei min−1        | 280 kW (381 PS) / 5000      | 298 kW (405 PS) / 5000      | 328 kW (446 PS) / 5000    |
| max. Drehmoment bei min−1      | 637 Nm / 3500               | 651 Nm / 3250               | 694 Nm / 3250             |
| Kraftübertragung               |                             |                             |                           |
| Antrieb, serienmäßig           | Hinterradantrieb            | Hinterradantrieb            | Hinterradantrieb          |
| Antrieb, optional              | (Allradantrieb)             | (Allradantrieb)             | (Allradantrieb)           |
| Getriebe, serienmäßig          | 10-Gang-Automatikgetriebe   | 10-Gang-Automatikgetriebe   | 10-Gang-Automatikgetriebe |
| Messwerte                      |                             |                             |                           |
| Höchstgeschwindigkeit          | 239 km/h (236 km/h)         | 244 km/h (242 km/h)         | k. A.                     |
| Beschleunigung, 0–100 km/h     | 6,0 s (6,3 s)               | 5,8 s (6,0 s)               | k. A.                     |
| Kraftstoffverbrauch auf 100 km | 11,7 l Super (12,4 l Super) | 11,8 l Super (12,4 l Super) | 13,8 l Super              |
| Tankinhalt                     | 88 l                        | 88 l                        | 88 l                      |